# Pierre Vago
Pierre Vago (Budapest, 10 agosto 1910 – Noisy-sur-École, 1º febbraio 2002) è stato un architetto francese, noto a livello internazionale come editore de L'Architecture d'Aujourd'hui e Segretario Generale dell'Unione internazionale degli architetti, di cui rimase presidente onorario fino alla sua morte.

## Biografia
Pierre Vago, ha studiato all'École Spéciale d'Architecture (ESA) di Parigi. Nel 1957 progettò uno dei nuovi edifici residenziali nell'Hansaviertel di Berlino.
In qualità di editore dell'influente rivista L'Architecture d'Aujourd'hui (L'architettura di oggi), Pierre Vago divenne un critico di architettura di fama internazionale. Nel 1948 fondò l'Unione Internazionale degli architetti (UIA), di cui fu per molti anni segretario generale. Il suo obiettivo era quello di unire tutti gli architetti del mondo in un'organizzazione di tutte le associazioni nazionali degli architetti. Nel 2005 l'UIA è riconosciuta in 95 paesi e rappresenta quindi circa 1,5 milioni di architetti. Sotto la direzione dell'UIA, alla fine degli anni '50 si riunirono gli architetti della Germania dell'Est e dell'Ovest. Vago era un sostenitore della politica di riconciliazione franco-tedesca.
Pierre Vago è stato anche membro onorario del Royal Institute of British Architects, del Bund tedesco Deutscher Architekten e dell'American Institute of Architects.

## Pubblicazioni
- Pierre Vago: l'Architecture d'aujourd'hui, revue internationale d'architecture contemporaine, Paris, 1971, ISBN B0000DWOHP
- Gabriel Epstein, Pierre Vago, Klaus Müller-Rehm: Architektur-Experimente in Berlin und anderswo. Für Julius Posener, 1989, ISBN 3-924812-24-1
- Pierre Vago: L'UIA, 1948-1998, Epure 1998, ISBN 2-907687-58-1
- Pierre Vago: Pierre Vago, une vie intense, Aam 2000, ISBN 2-87143-110-8
- Maria Grazia Turco, Pierre Vago, un architetto cittadino del mondo, in Saggi in onore di Gaetano Miarelli Mariani, “Quaderni dell’Istituto di Storia dell’Architettura”, Dipartimento di Storia dell’Architettura, Restauro e Conservazione dei Beni Architettonici, a cura di M. P. Sette, M. Caperna, M. Docci, M. G. Turco, N. S., 44-50, (2004-2007), pp. 319-330, ISSN 0485-4152.
- Maria Grazia Turco, Pierre Vago architetto e urbanista, in Pierre Vago e la cultura architettonica del Novecento, a cura di Maria Grazia Turco, Edizioni Quasar, Roma 2020, pp. 41-62, ISBN 978-88-5491-051-5.